# Горные тинаму
Горные тинаму, или степные тинаму (лат. Nothoprocta) — род птиц семейства тинаму (Tinamidae). Все представители рода обитают в Южной Америке, особенно в Андах.
Длина тела достигает 26—36 см. Клюв длинный, изогнутый вниз. Перья серо-коричневой окраски с чёрными и белыми пятнами.
Эти птицы проводят большую часть своего времени на земле, мало двигаясь. Питаются семенами и насекомыми. Гнездятся на земле. Самец высиживает яйца, которые могут быть от четырёх разных самок. Инкубационный период для большинства видов обычно составляет 2—3 недели.

## Классификация
Международный союз орнитологов выделяет шесть видов горных тинаму:
- Степной тинаму Тачановского (Nothoprocta taczanowskii)
- Украшенный степной тинаму (Nothoprocta ornata)
- Чилийский степной тинаму (Nothoprocta perdicaria)
- Степной тинаму (Nothoprocta cinerascens)
- Андский степной тинаму (Nothoprocta pentlandii)
- Кривоклювый степной тинаму (Nothoprocta curvirostris)